# Dorocordulia
Dorocordulia är ett släkte av trollsländor. Dorocordulia ingår i familjen skimmertrollsländor.
Kladogram enligt Catalogue of Life:
| Dorocordulia | \| \| Dorocordulia lepida \| \| \| \| \| \| Dorocordulia libera \| \| \| \| |
|              | \| \| Dorocordulia lepida \| \| \| \| \| \| Dorocordulia libera \| \| \| \| |
|              | Dorocordulia lepida                                                         |
|              |                                                                             |
|              | Dorocordulia libera                                                         |
|              |                                                                             |

## Bildgalleri

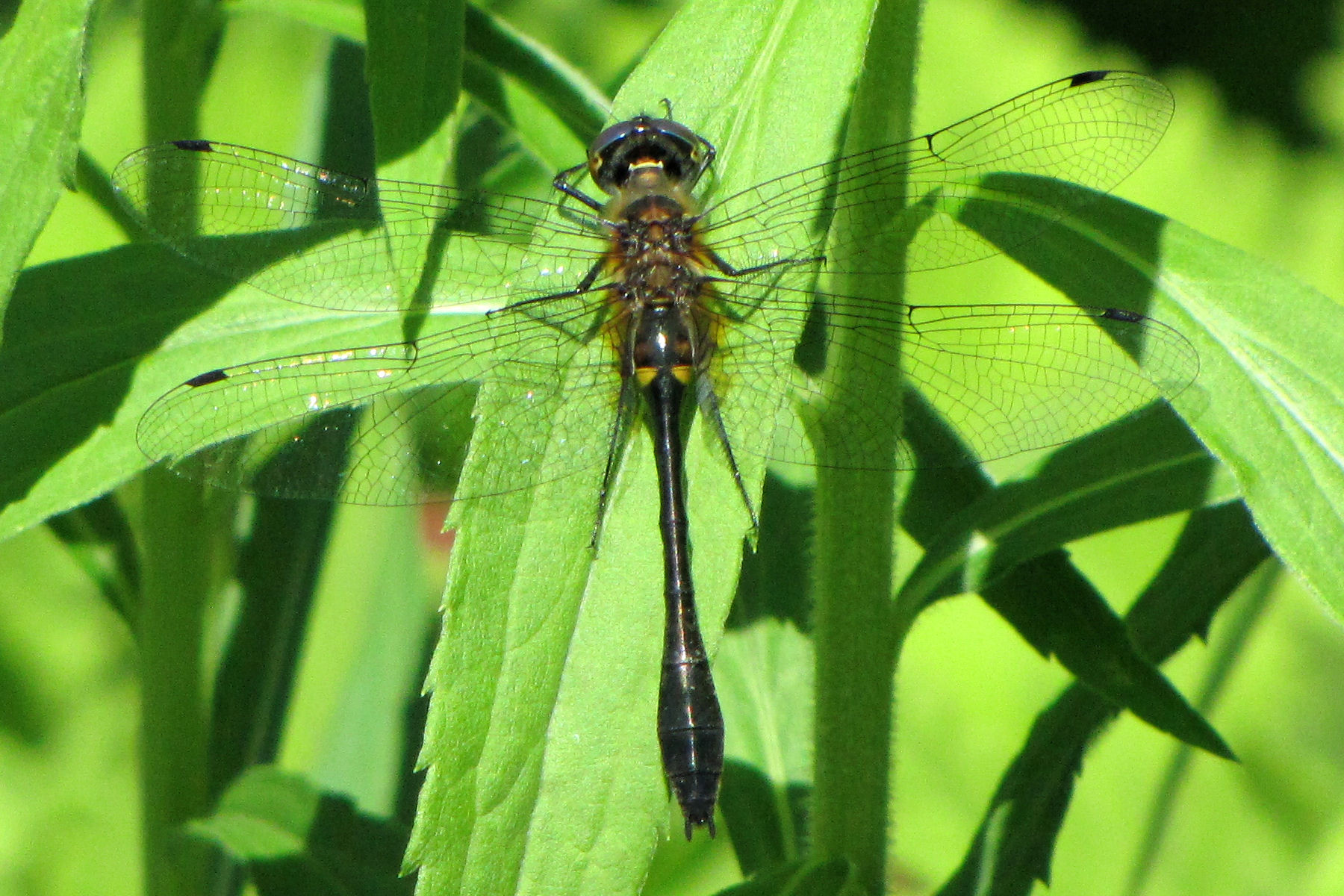
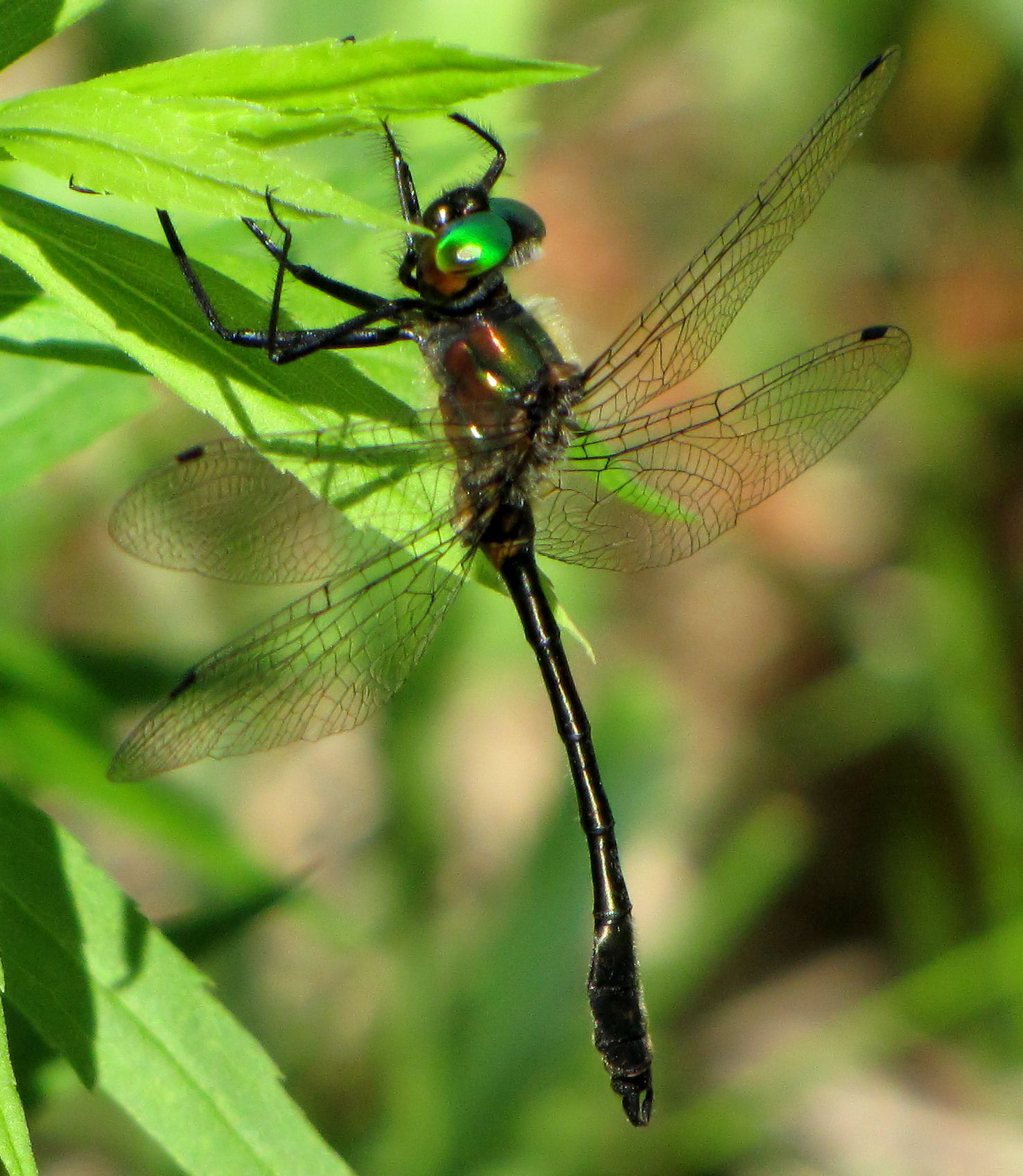
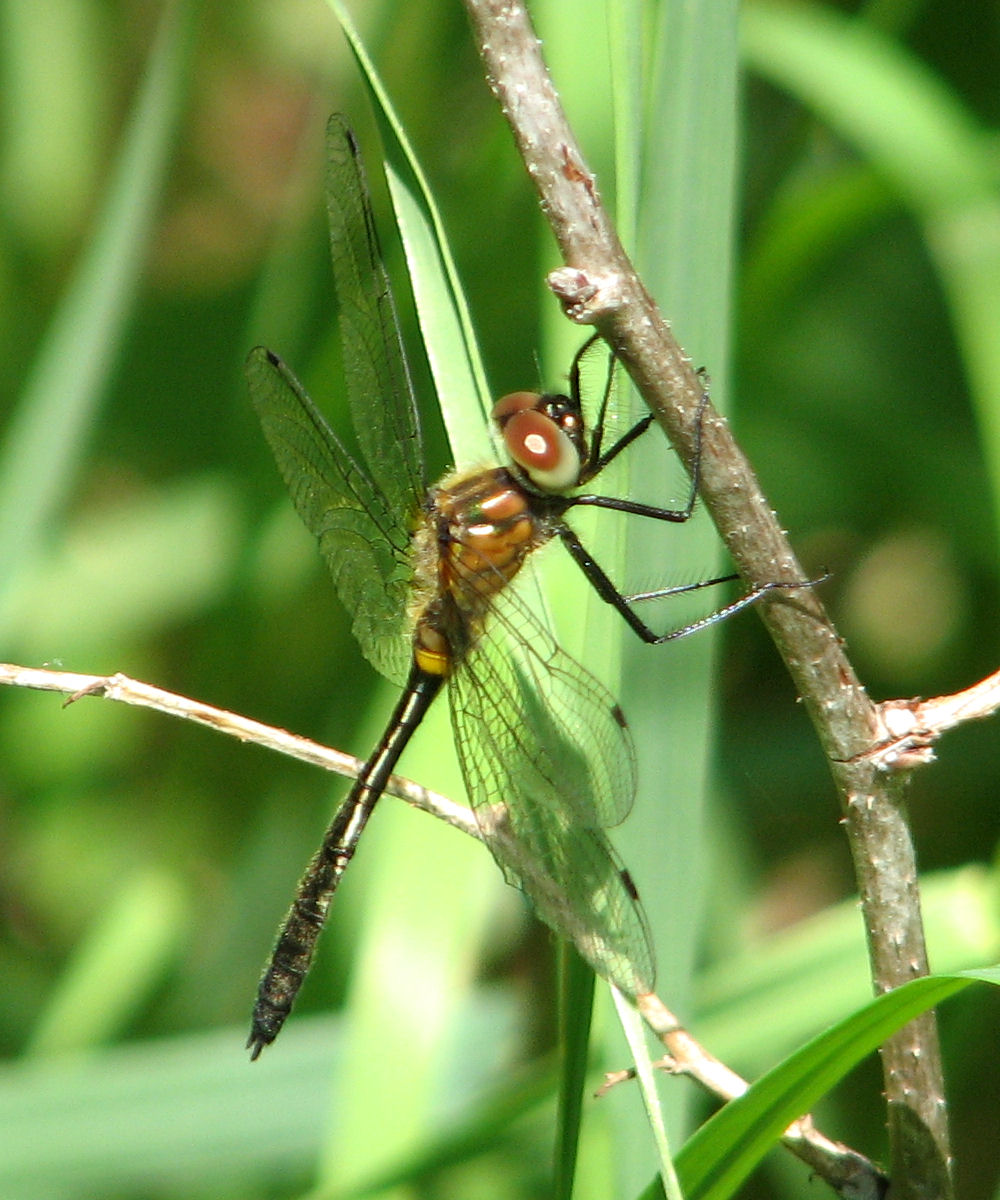
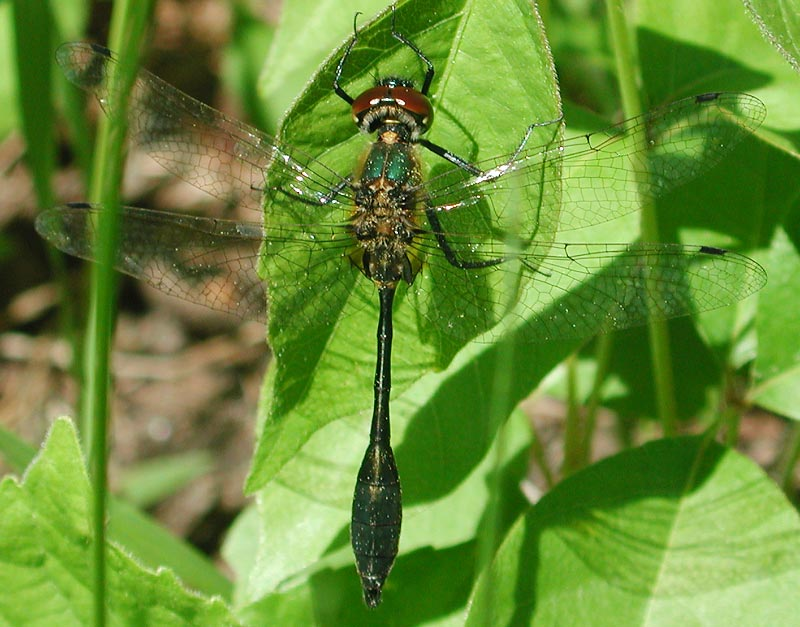